# Estany de les Dugues
L'Estany de les Dugues és un llac d'origen glacial del Massís del Carlit, dins del terme comunal d'Angostrina i Vilanova de les Escaldes, de l'Alta Cerdanya, a la Catalunya del Nord.
És a l'est del Carlit, a la zona nord-est del terme al qual pertany, a ponent del Llac de la Bollosa i a llevant del Carlit. Pertany al conjunt d'estanys de la capçalera del Riu d'Angostrina, del qual és l'inferior i el situat més al sud-est del bloc d'estanys. Per damunt seu té l'Estany de Sobirans, el de Trebens, el d'en Gombau, el del Castellar, i per dessota, l'Estany de Vallell, l'Estany Llong, l'Estany Llat, cap al sud-oest, i l'Estany de la Comassa, l'Estany Sec, l'Estany del Viver i l'Estany Negre cap al sud-est. Aquests estanys inferiors al de les Dugues s'uneixen a les Basses d'en Gombau, d'on davalla cap al sud el Riu d'Angostrina.